# Slávka Peroutková
Slávka Peroutková, rozená Jaroslava Fenclová, (9. listopadu 1922 Trutnov – 13. srpna 2017 Mnichovice) byla česká novinářka, žena Ferdinanda Peroutky.

## Život
V květnu 1948 byla zatčena při pokusu o přechod hranic komunistického Československa, ze kterého se nakonec díky fingované svatbě s Angličanem Cecilem Dee vystěhovala do Velké Británie. Poté odešla do USA, kde se provdala v roce 1955 za Ferdinanda Peroutku, s ním společně pracovala pro rozhlasovou stanici Svobodná Evropa.
Po listopadu 1989 se vrátila do Československa.
V polovině 90. let stála u vzniku Ceny Ferdinanda Peroutky, která oceňuje práci českých novinářů.
Ještě v exilu připravila o Peroutkovi knihu Muž přítomnosti, která vyšla v roce 1995 v Nakladatelství Lidové noviny pod názvem Deníky, dopisy, vzpomínky. Úvod knihy napsal Jiří Kovtun a doslov Pavel Tigrid.
V roce 2005 vydala v nakladatelství Dokořán svoje pamětí pod názvem Třetí ženou svého muže - Třiatřicet let s Ferdinandem Peroutkou.